# فل
الفُل  أو الزنبق  ويسمى ايضا الفل الجيزاني او الفل العربي أو الياسمين العربي (باللاتينية: Jasminum sambac) نوع نباتي يتبع الفصيلة الزيتونية، وهو نوع من انواع زهور الياسمين موطنه آسيا الاستوائية، من شبه القارة الهندية إلى جنوب شرق آسيا. وهو نبات شجيري عادي ومتسلق دائم الخضرة، يتكاثر بالترقيد والتعقيل والتطعيم.

## الوصف النباتي
شجيرة صغيرة معمرة، مستديمة الخضرة، ترتفع حتى 3 م. الساق قاسية ومتفرعة، والأوراق خضراء غامقة بيضاوية متقابلة، والأزهار متجمعة قمية بيضاء ناصعة تظهر في الربيع وحتى آواخر الخريف، والثمار صغيرة الحسلة لا تظهر كثيراً، والجذور منتشرة محلياً وكثيفة، ومعدل النمو للشجيرة بطيء إلى متوسط، تتوقف عن النمو بشكل شبه تام في فصل الشتاء، وتنمو بشكل ملحوظ في فصل الصيف إذا توافر لها الماء وأشعة الشمس.
شجيرة الفل من الشجيرات التي تزين الحديقة الخارجية بشكلها الجذاب وعطر زهرها المميز، وإذا ما احسن تسميدها والعناية بها فإن موسم أزهارها يمتد إلى أشهر طويلة.
ينجح الفل بشكل جيد تحت الظروف البيئية المعتدلة، ويتحمل العوامل البيئية القاسية بشكل جيد من حيث ارتفاع درجة الحرارة إلى 45 درجة مئوية، والرياح والجفاف، إلا أنها قليلة التحمل للملوحة، وتناسبها التربة اللومية الغنية الجيدة الصرف ومعرضة للإصابة بالحشرات القشرية والبق الدقيقي والذباب الأبيض.

## التكاثر
تحت ظروف البيت الزجاجي الرطب والدافء في أواخر الشتاء.
القيمة التنسيقية: تستخدم للزينة في الحدائق والشرفات لأزهارها ذات الشكل الجميل والرائحة الطيبة

## الموطن
المناطق الدافئة والمعتدلة في حوض البحر الأبيض المتوسط العراق، الشرق الأوسط، اليمن . مصر، بلاد الشام، قبرص، الهند، الصين، وغيرها.

## الخصائص العلاجية
حالات الاحتقان (الزهور)، خافض درجة الحرارة (الأوراق)، آلام العين، أوجاع الرأس (الجذور).
غرض الاستعمال : داخلي وخارجي.
طبيعة الاستعمال : مغلي، منقوع، مستحضر سائل، محلول، دهن عطري، كمادات.
طريقة الاستعمال :
زيت عطري Huil essential
لينالول Linalol
استرات
ميثيل اثرانيلات Méthyl anthranilat
اندول Indole